# Lutonina
Lutonina é uma comuna checa localizada na região de Zlín, distrito de Zlín.